# Championnat du Nigeria de football 1997
Navigation
Saison précédente Saison suivante
La saison 1997 du Championnat du Nigeria de football est la septième édition de la première division professionnelle à poule unique au Nigeria, la First Division League. Dix-huit clubs prennent part au championnat qui prend la forme d'une poule unique où toutes les équipes se rencontrent deux fois au cours de la saison. En fin de saison, les deux derniers du classement sont relégués et remplacés par les deux meilleurs clubs de Division II, la deuxième division nigériane.
C'est le club d'Eagle Cement qui termine en tête du classement final, avec un seul point d'avance sur Jasper United et huit sur le Shooting Stars FC. C'est le 1er titre de champion du Nigeria de l'histoire du club. 

## Les clubs participants
| - Julius Berger FC - Shooting Stars FC - Plateau United - Enyimba FC - BCC Lions - Kano Pillars - Enugu Rangers - Gombe United FC - Bendel Insurance | - Sharks FC - Eagle Cement - Iwuanyanwu Nationale - Jasper United - El-Kanemi Warriors - Niger Tornadoes - Promu de Division II - Katsina United - Promu de Division II - Udoji United FC - Nigerdock FC |

## Compétition
Le barème de points servant à établir le classement se décompose ainsi :
- Victoire : 3 points
- Match nul : 1 point
- Défaite : 0 point

### Classement
| Rang | Équipe               | Pts | J  | G  | N | P  | Bp | Bc | Diff |
| ---- | -------------------- | --- | -- | -- | - | -- | -- | -- | ---- |
| 1    | Eagle Cement         | 59  | 34 | 17 | 8 | 9  | 36 | 22 | +14  |
| 2    | Jasper United        | 58  | 34 | 18 | 4 | 12 | 42 | 30 | +12  |
| 3    | Shooting Stars FC    | 51  | 34 | 15 | 6 | 13 | 42 | 32 | +10  |
| 4    | Julius Berger FC     | 50  | 34 | 15 | 5 | 14 | 29 | 27 | +2   |
| 5    | Udoji United FCT     | 50  | 34 | 16 | 2 | 16 | 43 | 47 | -4   |
| 6    | Gombe United FC      | 50  | 34 | 15 | 5 | 14 | 34 | 39 | -5   |
| 7    | Iwuanyanwu Nationale | 49  | 34 | 14 | 7 | 13 | 43 | 34 | +9   |
| 8    | El-Kanemi Warriors   | 48  | 34 | 13 | 9 | 12 | 28 | 29 | -1   |
| 9    | Kano Pillars         | 48  | 34 | 14 | 6 | 14 | 40 | 45 | -5   |
| 10   | Enugu Rangers        | 47  | 34 | 14 | 5 | 15 | 38 | 35 | +3   |
| 11   | Sharks FC            | 47  | 34 | 15 | 2 | 17 | 40 | 39 | +1   |
| 12   | Katsina UnitedP      | 47  | 34 | 14 | 5 | 15 | 35 | 42 | -7   |
| 13   | Bendel Insurance     | 46  | 34 | 14 | 4 | 16 | 29 | 30 | -1   |
| 14   | BCC LionsC           | 46  | 34 | 15 | 1 | 18 | 36 | 45 | -9   |
| 15   | Plateau United       | 45  | 34 | 14 | 4 | 16 | 30 | 40 | -10  |
| 16   | Enyimba FC           | 45  | 34 | 12 | 9 | 13 | 37 | 36 | +1   |
| 17   | Niger TornadoesP     | 45  | 34 | 14 | 3 | 17 | 37 | 38 | -1   |
| 18   | Nigerdock FC         | 41  | 34 | 12 | 5 | 17 | 27 | 45 | -18  |

|  | Qualification pour la Ligue des champions de la CAF 1998                           |
|  | Qualification pour la Coupe des Coupes 1998                                        |
|  | Qualification pour la Coupe de la CAF 1998                                         |
|  | Relégation en Division Two                                                         |
|  | T : Tenant du titre C : Vainqueur de la Coupe du Nigeria P : Promu de Division Two |

## Bilan de la saison
| Championnat du Nigeria de football 1997 |                          |
| Champion                                | Eagle Cement (1er titre) |
| Coupes et trophées                      |                          |
| Vainqueur de la Coupe du Nigeria 1997   | BCC Lions                |
| Qualifications continentales            |                          |
| Ligue des champions de la CAF 1998      | Eagle Cement             |
| Coupe des Coupes 1998                   | BCC Lions                |
| Coupe de la CAF 1998                    | Jasper United            |
| Promotions et relégations               |                          |
| Promus en First Division                | Kwara United FC          |
| Promus en First Division                | Nitel United             |
| Relégués en Division II                 | Niger Tornadoes          |
| Relégués en Division II                 | Nigerdock FC             |